# Ptelidium
Ptelidium es un género de plantas con flores con tres especies pertenecientes a la familia Celastraceae.

## Taxonomía
El género fue descrito por Louis Marie Aubert Du Petit-Thouars y publicado en Histoire des Végétaux Recueillis sur les Îles de France, la Réunion (Bourbon) et Madagascar 25. 1804. La especie tipo es: Ptelidium integrifolia

## Especies seleccionadas
- Ptelidium integrifolia
- Ptelidium ovatum
- Ptelidium scandens